# Марушкова, Ленка
Ленка Марушкова (чеш. Lenka Marušková, в девичестве — Гикова (чеш. Hyková), род. 2 февраля 1985, Пльзень) — чешская спортсменка, выступавшая в дисциплинах пулевой стрельбы пистолет 25 метров и пневматический пистолет 10 м. Серебряная медалистка Олимпийских игр 2004.
Участница Олимпийских игр 2004, 2008 и 2012 годов.

## Карьера
Ленка Марушкова начала выступать за сборную Чехии по стрельбе в 1998 году под девичьей фамилией Гикова. Её отец, Владимир Гика, бывший чехословацкий стрелок, участник Олимпийских игр 1976 года. Свою первую медаль она завоевала в 2004 году, победив на юниорском чемпионате Европы в Мюнхене. В том же году Марушкова добилась самого главного успеха своей карьеры, став серебряной медалисткой Олимпийских игр в Афинах. В 2010 году она выиграла 2 серебряные медали на чемпионате мира в Мюнхене. Также является победительницей 2-х этапов кубка мира, в том числе завоевала золото финала кубка мира 2011 года в польском Вроцлаве. Завершила свою спортивную карьеру после Олимпийских игр 2012 года в Лондоне, где она заняла 8 и 13 места.

## Достижения
- Серебряная медалистка Олимпийских игр 2004 в Афинах
- 2-кратная бронзовая медалистка чемпионата мира 2010 в Мюнхене
- 2-кратная победительница этапов кубка мира (Форт-Беннинг 2007, Вроцлав 2011)
- 5-кратная серебряная медалистка этапов кубка мира (Сидней 2004, Форт-Беннинг 2007, Мюнхен 2010, Милан 2012 — 2 раза)
- 6-кратная бронзовая медалистка этапов кубка мира (Сидней 2007, Пекин 2009, Мюнхен 2011 и 2012, Лондон 2012 — 2 раза)
- Серебряная медалистка чемпионата Европы 2009 в Осиеке
- Бронзовая медалистка чемпионата Европы 2009 в Праге
- Чемпионка Европы среди юниорок 2004 в Мюнхене

## Личная жизнь
Замужем, есть сын Войтех. После окончания спортивной карьеры успешно занимается живописью.